# Sarcophyton mililatensis
Sarcophyton mililatensis is een zachte koraalsoort uit de familie Alcyoniidae. De koraalsoort komt uit het geslacht Sarcophyton. Sarcophyton mililatensis werd in 1979 voor het eerst wetenschappelijk beschreven door Verseveldt & Tursch. 